# Сарансккабель
Сарансккабель (официально ОАО завод «Сарансккабель») — машиностроительное предприятие в городе Саранск, Мордовия.

## История завода
История ОАО «Завод „Сарансккабель“» начинается с 1950 года, когда Правительством Советского Союза было принято решение о строительстве Саранского кабельного завода.
В 1955 году на предприятии была выпущена первая продукция.
В 1992 году завод был преобразован в открытое акционерное общество «Завод „Сарансккабель“»
За более чем полувековую историю своей деятельности завод освоил выпуск широкого ассортимента кабельно-проводниковой продукции различного назначения для многих отраслей промышленности и сельского хозяйства, наладил тесные партнёрские отношения со многими российскими и зарубежными компаниями.
В апреле 2008 г. ОАО «Завод „Сарансккабель“» вошло в состав ОАО «Севкабель-Холдинг».